# Zwanger (film)
Zwanger is een Nederlandse korte stop-motionfilm uit 2015, die gemaakt is in het kader van de serie Kort!. 

## Verhaal
Student Styn plast over de zwangerschapstest van een medebewoonster van zijn studentenhuis. De test blijkt positief: hij is zwanger. Hij krijgt een dikke buik en zijn tepels produceren melk. Nadat hij seks heeft met babykledingverkoopster Jip is niet hij maar zij zwanger. 

## Rolverdeling vanstemacteurs
- Styn: Kay Creidamus
- Jip: Sarah Banner